# Macedoine

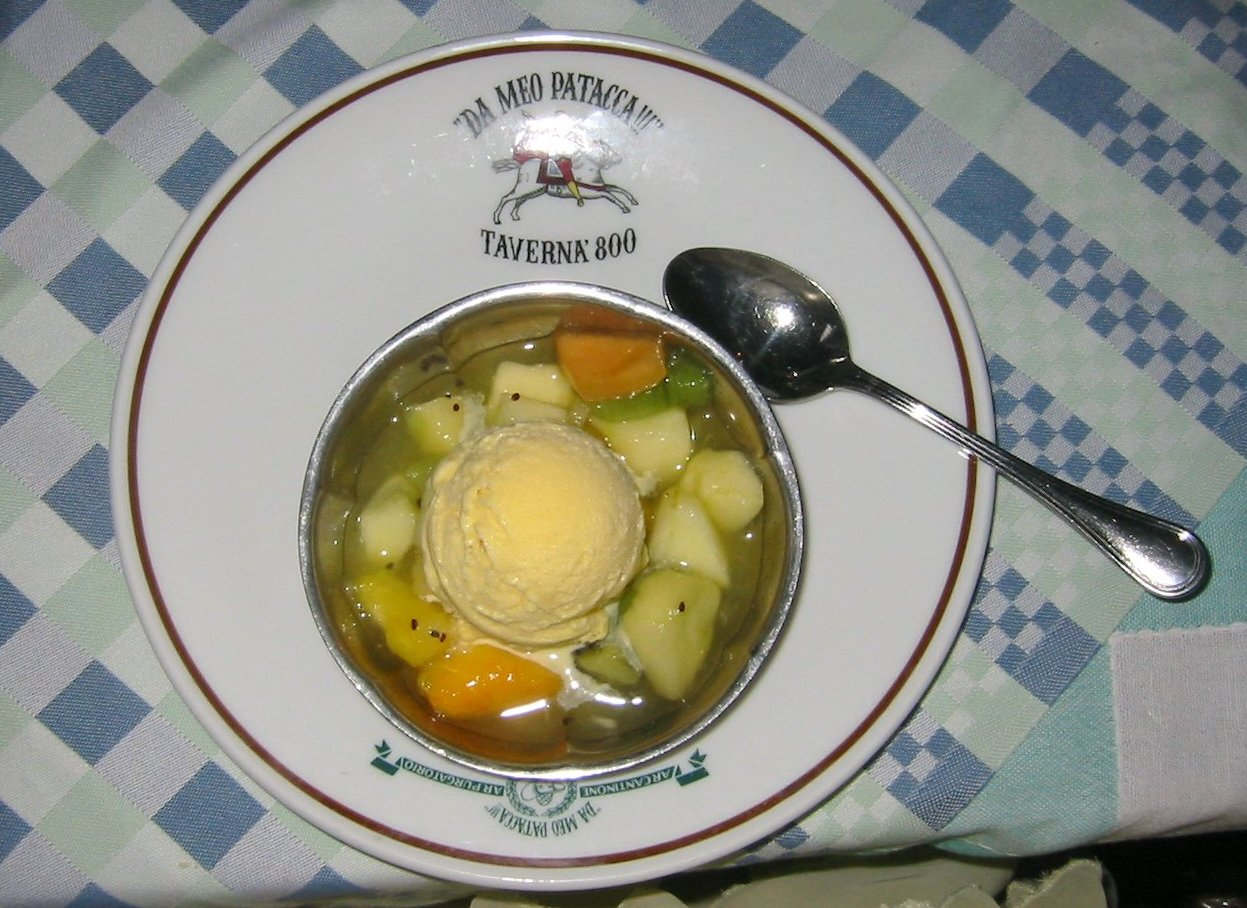
Fruitmacedoine met ijs

Een macedoine is een salade van groenten en/of fruit dat in gelijke delen is gesneden, meestal blokjes van één of een halve centimeter groot. Vaak worden er paprika, aardappel en wortels met doperwt gebruikt, of appels, peer en grapefruit. Waarschijnlijk is het gerecht uit de Franse keuken overgenomen, dat zou de Franse spelling verklaren; in het Engels, Duits, Spaans en Italiaans wordt het woord 'macedonia' gebruikt. Mogelijk verwijst de term 'macédoine' naar de inwoners van Macedonië omdat die streek een mengelmoes is van verschillende bevolkingsgroepen. In Bulgarije wordt het slaatje echter 'Russische salade' genoemd en in de andere Balkanlanden 'Franse salade'. De variant met uitsluitend verschillende vruchten wordt vaak als nagerecht geserveerd, eventueel met ijs.

## Gebruik
Macedoine wordt veel gebruikt als bijgerecht, en ook is het een standaardingrediënt van Russisch ei. Ook worden er (vooral op de diepvriesafdeling) kant-en-klare groentenschotels in de supermarkt verkocht met de benaming macedoine.

## Fruit
Macedoine de fruits is een schotel met verschillende soorten gesneden fruit.

## Trivia
- In 2013 was macedoine een van de struikelwoorden van het Groot Dictee der Nederlandse Taal, mede vanwege de relatieve onbekendheid.